# Tobias Hyttel
Tobias Hyttel (6 de enero de 2002) es un deportista danés que compite en taekwondo. Ganó una medalla de bronce en el Campeonato Europeo de Taekwondo de 2024, en la categoría de –63 kg.

## Palmarés internacional
| Campeonato Europeo | Campeonato Europeo | Campeonato Europeo | Campeonato Europeo |
| Año                | Lugar              | Medalla            | Categoría          |
| ------------------ | ------------------ | ------------------ | ------------------ |
| 2024               | Belgrado (Serbia)  | Medalla de bronce  | –63 kg             |